# Luma trimaculata
Luma trimaculata là một loài bướm đêm trong họ Crambidae.